# David Buttolph
James David Buttolph jr. (New York, 3 augustus 1902 – Poway, 1 januari 1983) was een Amerikaans componist van filmmuziek.

## Levensloop
David Buttolph studeerde muziek aan de Juilliard School. Vervolgens ging hij in 1923 naar Duitsland en Oostenrijk om daar compositie te studeren. In 1927 keerde hij naar de VS terug. Daar begon hij al gauw voor NBC Radio te werken. In 1933 debuteerde Buttolph als filmcomponist. Hij componeerde gedurende zijn carrière ongeveer 300 muziekstukken voor film en televisie.

## Filmografie (selectie)

### Films
- 1933: Mr. Skitch
- 1933: Smoky
- 1934: Murder in Trinidad
- 1934: George White's Scandals
- 1935: G Men
- 1936: One in a Million
- 1936: Pigskin Parade
- 1936: Lloyd's of London
- 1937: Heidi
- 1938: Mr. Moto's Gamble
- 1939: Swanee River
- 1940: The Mark of Zorro
- 1940: The Return of Frank James
- 1941: Great Guns
- 1941: Western Union
- 1942: Moontide
- 1942: This Gun for Hire
- 1942: Wake Island
- 1943: Guadalcanal Diary
- 1943: Corvette K-225
- 1944: The Fighting Lady
- 1944: The Hitler Gang
- 1945: The House on 92nd Street
- 1946: Somewhere in the Night
- 1947: The Brasher Doubloon
- 1947: Boomerang!
- 1947: Kiss of Death
- 1948: Rope
- 1948: June Bride
- 1949: Look for the Silver Lining
- 1949: Colorado Territory
- 1949: Roseanna McCoy
- 1951: The Enforcer
- 1951: Along the Great Divide
- 1951: Ten Tall Men
- 1951: Submarine Command
- 1952: This Woman Is Dangerous
- 1952: Talk About a Stranger
- 1952: Carson City
- 1952: My Man and I
- 1952: The Man Behind the Gun
- 1953: Calamity Jane
- 1953: House of Wax
- 1953: South Sea Woman
- 1953: The Beast from 20,000 Fathoms
- 1953: Thunder Over the Plains
- 1954: Crime Wave
- 1954: Phantom of the Morgue
- 1954: Riding Shotgun
- 1954: Secret of the Incas
- 1955: Jump into Hell
- 1955: I Died a Thousand Times
- 1956: The Steel Jungle
- 1956: Santiago
- 1956: A Cry in the Night
- 1956: The Burning Hills
- 1957: The Big Land
- 1957: The D.I.
- 1958: Onionhead
- 1958: The Deep Six
- 1959: The Horse Soldiers
- 1959: Westbound
- 1960: Guns of the Timberland
- 1963: The Raiders
- 1963: PT 109
- 1963: The Man from Galveston

### Televisieseries
- 1957-1962: Maverick
- 1959-1961: Laramie
- 1963: The Virginian